# ビホナゾール
ビホナゾール（INN：bifonazole）とは、外用剤として用いるイミダゾール系抗真菌薬の1つである。例えば、白癬や皮膚のカンジダ症のような、体表部への真菌による感染症の治療のために用いる場合が有る。ただし、爪白癬に対してビホナゾールを用いる場合は、尿素も併用する。

## 作用機序

ビホナゾールの構造。構造中にイミダゾール環が存在する。

ビホナゾールはイミダゾール系抗真菌薬だが、イミダゾール系抗真菌薬とトリアゾール系抗真菌薬を総称して、アゾール系抗真菌薬と呼ぶ場合が有る。このアゾール系抗真菌薬は、一般に24-methylendihydrolanosterolの14番炭素からの脱メチル化反応を触媒する酵素である、lanosterol C-14 demetyylase（別名、P45014DM）を阻害する事により、真菌の細胞の安定性に欠かせないエルゴステロールの生合成を阻害して、真菌に対して打撃を与える。
ビホナゾールは、その作用も持つものの、さらに、同じくエルゴステロールの生合成の過程の1つであるHMG-CoAの生合成も阻害するという、エルゴステロールの合成を2箇所で阻害する事により、真菌に対して打撃を与えている。
ビホナゾール感受性の真菌に対して、このように2つの作用をする点が、数ある抗真菌薬の中でビホナゾールを特徴付けていると言える。

## 作用機序以外の生理活性
ビホナゾールは外用薬であり、内服しないので、問題になり難いものの、一般にビホナゾールも含めたアゾール系抗真菌薬は、ヒトが持つシトクロムP450酵素も阻害する。さらに、ビホナゾールの場合には、in vitroでの話ながら、アロマターゼを阻害する事も判っている。

## 薬物動態
ビホナゾールを外用してから6時間後の真皮におけるビホナゾールの濃度は、5 (μg/m3)から1000 (μg/m3)の間であった。

## 副作用
ビホナゾールをヒトに使用した時に、有害作用が出現する場合が有る。最も一般的な副作用としては、ビホナゾールを外用した箇所に熱感を覚える事である。この他、皮膚の掻痒感や乾燥が発生したり、さらに稀な事ながら皮膚炎を引き起こす場合も有る。

## 構造上の特徴
ビホナゾールの化学式は、C22H18N2であり、したがって、分子量は310.4 (g/mol)である。ビホナゾールは構造中にイミダゾール環を持っている他に、ベンゼン環やビフェニルの部分も持っている。これら3つが結合している炭素はキラル中心である。したがって、ビホナゾールには1組の鏡像異性体が存在するものの、ビホナゾールは光学分割する事なく、ラセミ体として用いられている。なお、ビホナゾールが持つ環状部分は、全て芳香環である。

## 歴史
ビホナゾールは1974年に特許が取得され、1983年に医薬品として使用する事が許可された。